# Sonata per a flauta en si menor (HWV 376)
La Sonata per a flauta en si menor (HWV 376) es creu que fou composta per Georg Friedrich Händel. Està escrita per a flauta i teclat (clavicèmbal). La data de la composició és desconeguda però aparegué publicada el 1730. Altres catàlegs de música de Händel la referencien com a HG xlviii,137; i HHA iv/3,68.
L'autenticitat de la sonata és incerta. De la tres "Halle sonatas", és la que sembla més clarament que no va ser composta per Händel, tot i que si no ho va ser, estilísticament és una imitació extremadament bona. Es coneix com a "Halle Sonata núm. 3", i de vegades se l'anomena "Hallenser Sonaten", d'acord amb l'opinió de Chrysander que seria una obra primerenca de Händel. En l'edició de Chrysander es detalla que l'obra és per a flauta travessera ("Traversa"), i la publicà com a Sonata XVIII.
Apareix extensament citada en el segon moviment del ballet Pulcinella d'Ígor Stravinski.
Una interpretació típica dura gairebé set minuts.

## Moviments
La sonata consta de quatre moviments:
| Num. | Tipus   | Tonalitat | Mètrica | Compassos | Notes |
| ---- | ------- | --------- | ------- | --------- | --- |
| 1    | Adagio  | Si menor  | 4/4     | 21        | Mostra un típica relació de l'estil de Händel entre la línia de la flauta i el baix—amb imitacions i solapament de frases. |
| 2    | Allegro | Si menor  | 4/4     | 58        | Té dues seccions (18 i 40 compassos), cadascuna amb signes de repetició. La primera secció conclou en fa ♯ major, i la segona secció comença en re major. És un tipus de fuga a dues veus amb intercanvis de textura entre les veus. |
| 3    | Largo   | ?         | 3/4     | 17        | Un breu moviment en re major i acaba en fa ♯ major. |
| 4    | Allegro | Si menor  | 3/8     | 67        | Té dues seccions (23 i 44 compassos), cadascuna amb signes de repetició. La primera secció conclou en fa ♯ major, i la segona secció comença en re major. Un moviment vital que comença com una ària d'òpera de Händel.              |

(Els moviments no contenen signes de repetició llevat que s'indiqui. El nombre de compassos està agafat de l'edició de Chrysander, i és el nombre que apareix en el manuscrit, sense incloure signes de repetició)